# Самчхок
Самчхо́к (кор. 삼척시?, 三陟市?, Samcheok-si) — город в провинции Канвондо, Южная Корея. Курорт, расположенный на берегу Японского моря.

## История
Во эпоху Самхан на месте города располагалось племенное объединение Сильджиккук. Уезд с названием Самчхок был основан здесь во время административной реформы 757 года (эпоха Объединённого Силла). Позже, в эпоху Корё Самчхок сменил название на Чокчу (995 год). В эпоху Чосон Самчхоку было возвращено его название и присвоен статус района (бу).
Город стал ареной ожесточённых боёв во время войны в Корее в 1950 году. Статус города (си) был получен в 1986 году.

## География
Город расположен в южной части провинции Канвондо на берегу Японского моря. Граничит с Тонхэ, Тхэбэком, Чонсоном и Ульджином. Берега скальные, множество пещер, что делает город привлекательным для спелеологов и туристов. Длина прибрежной линии составляет 54,8 км.
Будучи расположенным между горным хребтом Тхэбэксан и Японским морем, Самчхок имеет более мягкий климат, чем большая часть территории Южной Кореи. Среднегодовая температура составляет 12,5 ℃. Самый жаркий месяц — август (средняя температура 24,1 ℃), самый прохладный — январь (средняя температура 0,5 ℃). Среднегодовое количество осадков — 1,284 мм, причём половина из этого количества выпадает в сезон дождей в первые два месяца лета.

## Административное деление
Самчхок административно делится на 2 ып, 6 мёнов и 4 тон (дон):
| Название  | Хангыль | Площадь, км² | Население, чел | Внутреннее деление |
| --------- | ------- | ------------ | -------------- | ------------------ |
| Вондогып  | 원덕읍  | 175,9        | 5 944          | 11 ри              |
| Тогеып    | 도계읍  | 164,72       | 13 533         | 27 ри              |
| Кагокмён  | 가곡면  | 152,39       | 847            | 5 ри               |
| Кындокмён | 근덕면  | 133,4        | 6 324          | 14 ри              |
| Миромён   | 미로면  | 99,43        | 2 310          | 14 ри              |
| Ногокмён  | 노곡면  | 144,7        | 844            | 16 ри              |
| Сингимён  | 신기면  | 56,33        | 917            | 8 ри               |
| Хаджонмён | 하장면  | 205,67       | 1 709          | 15 ри              |
| Кёдон     | 교동    | 9,52         | 9 331          |                    |
| Намяндон  | 남양동  | 18,19        | 10 164         |                    |
| Соннэдон  | 성내동  | 22,69        | 8 930          |                    |
| Чоннадон  | 정라동  | 3,01         | 12 628         |                    |

## Экономика
Основные отрасли промышленности: производство цемента, добыча каменного угля, сельское хозяйство и туризм.

## Культура
Музеи:
- Городской музей Самчхока. Имеет более 5000 экспонатов, в основном традиционной корейской культуры.
- Центр культуры и искусств. Здесь проходят всевозможные выставки и концерты.
- Парк эротической традиции Хэсиндан, знаменитый своими фаллическими экспозициями и соревнованиями по вырезанию фаллосов из дерева.[5]
- Музей традиционного рыболовства в парке Хэсиндан. Экспонирует прежде всего документы и инструменты, касающиеся рыболовному промыслу, развитому в этих краях.

Фестивали:
- Ежегодный двухнедельный фольклорный фестиваль Чуксо, на котором можно увидеть фольклорные песни, танцы и забавы корейцев.
- Пляжный марафон — проводится каждый год в воскресенье первой недели августа. В рамках забега проходят соревнования на дистанциях 5, 10 километров и в полумарафоне.[6]

## Туризм и достопримечательности
Природные:
- Комплекс пещер, многие из которых открыты для посещения туристами, как, например, пещера Хвасонгуль.
- Долина Токпун — известна своими водопадами.
- Горы Чхонгоксан (1404 м), Тутасан (1353 м) и Токхансан с проложенными трассами для горного туризма и маунтинбайка.
- Водопад Миин — по легенде если ветер, дующий с этого водопада перед восходом и закатом солнца, тёплый, то урожай в этом году будет хорошим, если же ветер холодный, это урожай будет скудным.

Исторические:
- Парк эротического фольклора Хэсиндан
- Дворец Квандопхальгён.
- Буддийские храмы Чонынса и Хэгаса.[7]

## Символы
Как и большинство городов и уездов в Южной Корее, Самчхок имеет ряд символов:
- Птица: чайка — символизирует сильную ментальность и жизненную стойкость горожан.
- Цветок: азалия — символизирует долгую историю и традиции города.
- Дерево: дзельква — символизирует благополучие и процветание.
- Маскот: Самчхок Тонджа — символизирует молодость и красоту.

## Города-побратимы
Самчхок имеет ряд городов-побратимов:
- Акабира (префектура Хоккайдо), Япония — с 1997.
- Канда (префектура Фукуока), Япония — с 1997.
- Куробэ (префектура Тояма), Япония — с 1998.
- Дунъин (провинция Шаньдун), Китай — с 1999.
- Кунгур (Пермский край), Россия — с 2003.
- Лисбург (штат Виргиния), США — с 2003.
- Ванцин (провинция Гирин), Китай — с 1997.